# Napocodesmus endogeus
Napocodesmus endogeus är en mångfotingart som beskrevs av Ceuca 1974. Napocodesmus endogeus ingår i släktet Napocodesmus och familjen Trichopolydesmidae. Inga underarter finns listade i Catalogue of Life.